# Igłowice (województwo dolnośląskie)
Igłowice – osada w Polsce położona w województwie dolnośląskim, w powiecie głogowskim, w gminie Pęcław.
W latach 1975–1998 miejscowość należała administracyjnie do województwa legnickiego.